# Cambio de vida (reality show)
Cambio de vida fue un reality show uruguayo emitido por Canal 10, versión local de reality estadounidense The Simple Life. Protagonizado por la actriz y vedette Claudia Fernández y la también actriz Tammara Benasús, se trató del primer programa de este tipo producido en el país.
Fue estrenado el 18 de noviembre de 2005 a las 21:30, promediando 9,9 puntos de cuota de pantalla según Kantar Ibope Media.

## Formato
El programa gira en torno a las andanzas de las actrices Claudia Fernández y Tammara Benasús, quienes dejaron las comodidades y lujos de la ciudad para mudarse al campo de Villa del Rosario por un mes. Allí deben integrarse a la familia Gutiérrez Castro, y realizar tareas del ámbito campestre.